# رون أتاناسيو
رون أتاناسيو (بالإنجليزية: Ron Atanasio)‏ هو لاعب كرة قدم أمريكي في مركز الهجوم، ولد في 10 سبتمبر 1956 في أوشنسايد في الولايات المتحدة. لعب مع نيويورك كوسموس.